# 高橋秀樹 (放送作家)
高橋 秀樹（たかはし ひでき、1955年1月1日 - ）は、日本の放送作家、著述家、教育評論家、自閉症研究者、心理学者。

## 概要
日本放送作家協会常務理事、ニュースサイト「メディアゴン」主筆、株式会社クリア代表、日本自閉症スペクトラム学会、日本マス・コミュニケーション学会、日本映像学会、日本発達障害支援システム学会、日本社会臨床学会、日本医療コミュニケーション学会、日本認知心理学会、日本質的心理学会　心理学史研究会、放送批評懇談会、日本脚本家連盟、日本行動分析学会、サービス学会。東洋大学講師。妻は元TBSアナウンサーの牧嶋博子、子はコラムニスト、元弁護士 の高橋維新。
筆名として高橋“ニセモノ”英樹、鱒公介、鷹嘴秀樹、物部尚等を用いることがある。

## 経歴
1955年（昭和30年）山形県天童市生まれ。山形県立山形東高校卒業、早稲田大学第一文学部中退。麻雀代打ち業、コピーライター見習、ADを経て、1978年（昭和53年）より放送作家に。
星槎大学共生科学部共生科学学科中退、日本大学総合社会情報研究科博士前期課程人間科学専攻を経て、現在北陸先端科学技術大学院大学知識科学研究科博士課程在学中。

## 担当番組
- オレたちひょうきん族

スタッフロールでは「高橋ニセモノ秀樹」（同音異字の俳優・高橋英樹をギャグにしたもの）とクレジットされた。タケちゃんマン担当7作家の一人。ひょうきんベストテンも担当。
- 欽ドン!良い子悪い子普通の子
- ぴったしカン・カン
- クイズ100人に聞きました
- ニュージョークタイムス
- 笑ってる場合ですよ!
- 金曜娯楽館
- びっくり日本新記録
- 森田一義アワー 笑っていいとも!
- ライオンのごきげんよう
- アッコにおまかせ!
- お笑いマンガ道場
- 世界まるごとHOWマッチ
- 痛快なりゆき番組 風雲!たけし城
- OH!たけし
- ビートたけしの新春かくし芸
- 英語会話II
- タケちゃんの思わず笑ってしまいました
- コロンブスのゆで卵
- 所さんのただものではない!
- ダウトをさがせ!
- ギミア・ぶれいく
- タモリ・たけし・さんまBIG3 世紀のゴルフマッチ
- テレビ ジョーカーズショウ
- 東西寄席
- うるとら寄席
- 面白お天気塾
- カラオケ5番街
- そこが知りたい
- え〜ウソ?ほんと!?
- わかるかな?ワールドジェスチャー
- クイズ列車出発進行
- THE WAVE
- クイズ三角関係（クイズトライアングル）
- 石坂・森口のくっきん夫婦
- 邦子のスター生たまご
- 剛田探偵物語　おいしそうな死体
- スペースJ
- 皇室特番多数
- 欽ちゃん走るッ!
- よ!大将みっけ
- オウム真理教特番多数
- 立花隆 ヒトの旅ヒトへの旅
- ZERO LANDMINE
- 39時間テレビ
- おはようクジラ
- スーパー知恵MON
- わいわいティータイム
- みっけもん
- 中居正広のテレビ50年名番組だョ!全員集合
- さんまのSUPERからくりTV
- Toki-kin急行 好きだよ!好きやねん
- 学校へ行こう!
- 世界遺産
- ジャングルTV 〜タモリの法則〜
- 報道スクープ決定版
- オールスター感謝祭
- さんまのSUPERからくりTV
- さんま・玉緒のお年玉あんたの夢をかなえたろかスペシャル
- 明石家マンション物語
- 明石家ウケんねん物語
- 明石家多国籍軍
- 生さんま みんなでイイ気持ち!
- NYテロ 5年目の真実
- 筑紫哲也さん×昭和史“ヒロシマ”あの時原爆投下は止められた
- いのちの輝きスペシャル"命とは何だ!?"
- 20世紀の100人
- 王様のブランチ
- はやく起きた朝は…
- はなまるマーケット
- ジャスト
- ウォッチ!
- ピンポン!
- みのもんたの朝ズバッ!
- イブニングワイド
- イブニングワイド

## 主な著作
- 『中学受験で子供と遊ぼう』日本経済新聞社、2000年（妻の牧嶋博子との共著。後に文春文庫、日経ビジネス人文庫で文庫化）
- 『父と子の中学受験ゲーム』朝日新聞社（朝日新書）、2007年
- 『先生で選ぶ中高一貫校』日本経済新聞出版社、2007年

## 作詞曲
- ラブユー貧乏

## 映画脚本
- ミクロコスモス
- がんばれタブチくん

## 雑誌連載
- 週刊朝日 父と子の中学受験ゲーム
- 一冊の本 テレビの現場から